# ایزوپرومتازین
ایزوپرومتازین(به انگلیسی: Isopromethazine) یک آنتی‌هیستامین و آنتی‌کولینرژیک از گروه شیمیایی فنوتیازین است. از نظر ساختاری آنالوگ پرومتازین است.